# Răzvan Burleanu
Răzvan Burleanu (n. 1 iulie 1984, Focșani) este un manager sportiv și administrator. Din martie 2014 ocupă funcția de președinte al Federației Române de Fotbal.

## Cariera
A practicat fotbalul la Centrul de copii și juniori al echipei FCM Bacău și a făcut Școala de Arbitri, arbitrând până la vârsta de 19 ani. A urmat cursurile Colegiului Național „Gheorghe Vrânceanu” din Bacău. A renunțat la sportul de performanță pentru a se dedica studiului științelor politice la Școala Națională de Studii Politice și Administrative din București, completându-și studiile prin cursuri de specializare în domeniul politicilor și strategiilor de securitate susținute la Universitatea Națională de Apărare „Carol I”.
A lucrat în cadrul Primăriei Municipiului Bacău, în Comisia Juridică a Parlamentului României și a fost consilier prezidențial la Departamentul pentru minorități. Pe data de 17 decembrie 2009 a fost decorat de președintele Traian Băsescu cu Ordinul Național Serviciul Credincios, în Grad de Cavaler. Este președintele Federației Române de Minifotbal, la care sunt afiliate peste 2000 de echipe din 37 de județe, și, din 2012, președintele Federației Europene de Minifotbal. În 2013 devine  vicepreședinte al Federației Internaționale de Minifotbal. Avându-l în postura de conducător al acestei federații, România a câștigat de patru ori la rând Campionatului European de Minifotbal. Firma patronată de el, Lider Sport, deține în concesiune două terenuri primite de la primăriile din Onești și Ploiești.

## Președinte FRF
Pe data de 5 martie 2014 reușește să câștige alegerile FRF din al doilea tur, avându-i drept contracandidați pe Vasile Avram, Gheorghe Chivorchian, Sorin Răducanu și Marcel Pușcaș, cel care a ales să îl susțină. Ca urmare a votului Adunării Generale al aceluiași for, Răzvan Burleanu l-a înlocuit în funcție pe Mircea Sandu, cel care a condus acest for timp de 24 de ani. În vârstă de 29 de ani, Burleanu devine cel mai tânăr președinte al FRF.
În 2018, Burleanu obține al doilea mandat de președinte după ce îl învinge încă din primul tur pe Ionuț Lupescu, scor 168 de voturi față de numai 78. Al treilea mandat de președinte a fost obținut în aprilie 2022 când Burleanu nu a avut niciun contracandidat și a fost desemnat președinte în urma votului deschis în care toți cei 272 de membri prezenți l-au reconfirmat în funcție.

## Viața personală
Este fiul fostului fotbalist al echipelor FCM Bacău și Ceahlăul Piatra-Neamț, Gheorghe Burleanu.